# Alex Salvini
Alex Salvini   (Bolonya, 5 de setembre de 1985) és un pilot de motocròs i enduro italià que va obtenir èxits internacionals en ambdues disciplines durant les dècades del 2000 i del 2010. En motocròs, fou subcampió del món de MX3 dues temporades seguides (2009-2010) i guanyà també dues vegades el Motocròs de les Nacions Europees com a membre de l'equip italià. Pel que fa a l'enduro, el 2013 en guanyà el Campionat del Món  de la categoria E2 i formà part de l'equip italià que guanyà el Trofeu als Sis Dies Internacionals. A banda, n'ha guanyat 13 Campionats d'Itàlia entre el 2012 i el 2022.

## Palmarès

### Motocròs
Font:
- 5 Victòries en Gran Premi
- 2 Subcampionats del Món de MX3 (2009-2010)
- 2 Victòries al Motocròs de les Nacions Europees amb l'equip italià (2006-2007)
- 1 Campionat d'Itàlia Open (2006)

### Enduro
Font:
- 1 Campionat del món d'Enduro E2 (2013)
- 2 Subcampionats del Món d'enduro E2 (2014-2015)
- 1 Victòria als ISDE amb l'equip italià (Trofeu, 2007)
- 13 Campionats d'Itàlia:
  - 4 en categoria Absoluta (2012-2014, 2016)
  - 5 en categoria E2 (2013-2017)
  - 4 en categoria 450cc (2018-2019, 2021-2022)